# Streaming

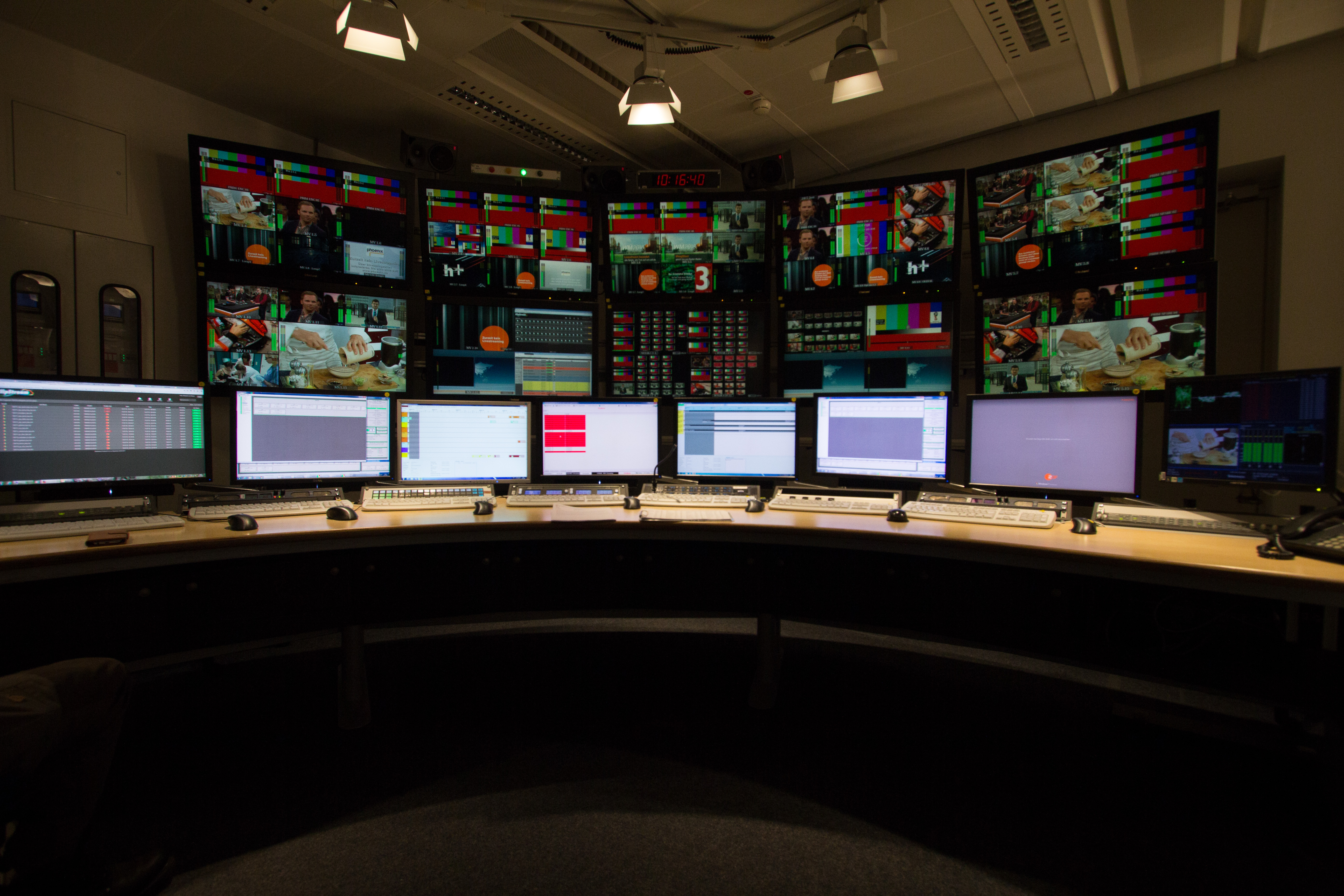
Une configuration de streaming pour la télédiffusion.

Le streaming [ˈstɹiːmɪŋ] (du verbe anglais transitif to stream, « transférer en mode continu »), flux, lecture en continu, lecture en transit, diffusion en continu ou diffusion en mode continu, est un procédé de diffusion d'un flux audio ou vidéo en ligne en « direct » ou en léger différé.
Très utilisé sur Internet et sur les réseaux de téléphonie mobile, le streaming permet la lecture d'un flux audio ou vidéo (cas de la vidéo à la demande) à mesure qu'il est diffusé. Il s'oppose ainsi à la diffusion par téléchargement de fichiers qui nécessite de récupérer l'ensemble des données d'un morceau ou d'un extrait vidéo avant de pouvoir l'écouter ou le regarder.
Les flux audio et le flux vidéo se distinguent de la radiodiffusion et de la télédiffusion par leurs caractéristiques techniques : stricto sensu, la lecture en continu reste un téléchargement car il y a un échange de données brutes entre un client et un serveur, mais le stockage est provisoire et n'apparaît pas directement sous forme de fichier sur le disque dur du destinataire. Les données sont téléchargées en continu dans la mémoire vive, sont analysées à la volée par l'ordinateur ou le smartphone et rapidement transférées vers un écran ou un lecteur multimédia (pour affichage), puis remplacées par de nouvelles données. Les flux audio ou vidéo de streaming sont généralement fournis par des plateformes qui proposent des films, séries (vidéos à la demande) ou morceaux musicaux.

## Histoire
Dans les années 1920, le scientifique George O. Squier dépose un brevet pour un système de transmission et de diffusion de signaux sur des lignes électriques qui se nommera plus tard Muzak. C'est la première technologie permettant d'écouter de la musique en streaming[Information douteuse] sans l'usage de la radio. Les décennies qui suivent ne voient que très peu de progrès se réaliser en la matière, la technologie étant très coûteuse et donc difficile à développer.
Dans les années 1990, du fait de l'élargissement de la bande passante et l'amélioration de l'accès aux réseaux, ainsi que la généralisation de l'utilisation de protocoles tels que le http et le html et la commercialisation d'Internet, les tentatives de streaming sont nombreuses. Le 24 juin 1993, le groupe Severe Tire Damage (en) est le premier groupe à se produire en direct sur Internet depuis le Xerox PARC,,,,. La bande est diffusée en direct en Australie notamment. En parallèle, Microsoft développe l'application Microsoft TV, testée avec Connectix QuickCam. En 1995, RealNetworks diffuse un match de baseball entre les Yankees de New York et les Mariners de Seattle sur Internet. Le 10 novembre de cette même année, le cinéma Paramount à Seattle accueille le premier concert symphonique diffusé sur Internet. En 2000, la première projection publique de cinéma numérique d'Europe, par Philippe Binant, en France.

### Développement commercial
En 1995, Microsoft développe un lecteur multimédia connu sous le nom ActiveMovie, première version de ce qui sera plus tard la plateforme de diffusion de streaming Windows Media Player 6.4, elle-même lancée en 1999. En juin 1999, Apple se lance dans le streaming avec l'application QuickTime 4. Le streaming est ensuite généralisé sur Internet avec des formats tels que RealPlayer et Windows media, faisant ensuite place à des sites spécialisés tels que YouTube et Dailymotion dans les années 2000.

### Apparition dulive streaming
La demande croissante des consommateurs de streaming conduit l'industrie à développer un certain nombre de technologies, dont le streaming en direct, aussi appelé live streaming. En 2008, YouTube annonce l'arrivée de vidéo en live streaming sur son site Internet : « le live streaming est quelque chose que nous souhaitions développer depuis de nombreuses années, mais nous n'avions jamais eu les ressources pour le faire correctement. Désormais, avec Google, nous espérons pouvoir le faire cette année ». En 2014, une étude de l'AISP dénonce les dérives du live streaming, apparemment cible privilégiée des hackers qui profiteraient des sites illégaux pour voler les données bancaires et personnelles des internautes.
Selon l'OCDE, fin 2014, le streaming vidéo devait représenter bientôt 90 % du trafic Internet mondial.

### Utilisation dustreaming
Une étude a été publiée en juin 2013 par Hadopi à partir de questionnaires en ligne sur la consommation journalière des participants en biens culturels dématérialisés : musique, films, séries, jeux vidéo, livres électroniques. Les résultats de cette étude montrent que le streaming est devenu la principale source de consommation des biens culturels.
Le streaming est devenu une méthode de piratage très répandue. Une grande partie du développement des logiciels nécessaires et de sites Internet a lieu en Europe, où les frontières nationales entre les pays permettent aux utilisateurs de capter les signaux de télévision de pays voisins sans pouvoir se rendre dans le site officiel des chaînes TV en raison des restrictions contractuelles des diffuseurs. Notamment en raison des droits télé d'événements sportifs comme la coupe du monde de football. Il peut aussi être utilisé pour regarder des films gratuitement.
« D’une façon générale, les résultats mettent en valeur l’importance du streaming, pratiqué par 84 % des consommateurs (contre seulement 49 % pour le téléchargement). La musique est de loin le bien culturel le plus consommé (plus de 23 titres par semaine et par consommateur, soit plus de 60 000 titres). Les films, les séries, les livres et les jeux vidéo sont consommés dans des proportions comparables entre elles : entre 2,4 et 5,7 biens par semaine et par consommateur. Les livres et les jeux vidéo correspondent à une consommation plus isolée, pratiquée par bien moins d’internautes. Globalement, c’est la consommation gratuite qui s’impose significativement ».
Pour la musique, 92 % des internautes interrogés pour cette étude effectuée par Hadopi déclarent être allés sur un site licite ou/et labellisé (YouTube, Deezer, Spotify, Dailymotion). Pour visionner les séries, les internautes interrogés ont aussi cité des plateformes françaises légales comme M6replay (13 %) et Pluzz/France TV replay (13 %). Pour les films en streaming, YouTube (18 %) tient une nouvelle fois la corde, suivi par Canal+ (7 %).
En cinq ans, la croissance des plateformes d’écoute musicale (gratuites ou non, sans téléchargement requis pour l’accès à la musique) telles que Spotify ou Deezer, a explosé, passant de 8 millions d’abonnés en 2010 à 68 millions en 2015 (selon l'IFPI et Le Monde) et ce nombre ne cesse de se multiplier. Cette évolution entraîne la création de nombreuses nouvelles plateformes.
Ce fort développement du streaming musical génère des recettes désormais prises en compte par certaines maisons de disques et labels indépendants. Ces derniers portent un intérêt plus grand aux plateformes et s’adaptent à ces nouvelles formes de distribution musicale innovantes en évaluant l’impact et les perspectives qu’elles peuvent offrir. En effet, fin des années 2010, le streaming musical est perçu comme un des facteurs potentiels pour relancer l'industrie musicale face au déclin des ventes de disques. Cependant, en 2019, selon une étude de l'Association of European Performers' Organisations, 90 % des artistes diffusant leurs œuvres musicales sur les plates-formes de streaming perçoivent une rémunération annuelle d'un montant inférieur à mille euros. Selon une étude américaine publiée la même année, parmi 1,6 million d'artistes dont la production musicale est proposée en téléchargement, 0,1 % accumule près de 90 % des écoutes.
Dans le cadre du streaming de livres, Amazon reste un acteur majeur avec la Kindle et son offre d'abonnement illimité.
L’explosion de l’utilisation des plateformes offrant du streaming entraîne une augmentation sensible du trafic sur les réseaux des opérateurs et pourrait amener des risques de saturation pour les réseaux mobiles à haut débit.
Concernant le marché français, la ministre de la Culture, Fleur Pellerin, confie, en mai 2015, une mission de médiation à Marc Schwartz, dont l'objectif est de trouver un terrain d'entente entre les plates-formes de streaming musical (Spotify, Deezer, Apple Music, Tidal, Fnac Jukebox, Qobuz, Napster, etc.) et l'industrie de la création, sur le partage de la valeur. Mais dans les faits, les plateformes de streaming commencent déjà à apporter des revenus plus importants à ce marché. D'après des chiffres diffusés en 2017 par le Syndicat national de l'édition phonographique (le SNEP), la consommation de streaming payant se développe de plus en plus. Vingt-huit milliards de titres sont diffusés en flux continu en 2016 contre dix-huit milliards un an plus tôt, et un tiers des Français consomment désormais de la musique sous cette forme au moins une fois par mois.

### Possibilités de fraude
Début 2017, le Syndicat national de l'édition phonographique (SNEP) détecte des anomalies dans le nombre de lectures pour certains artistes de rap, soit un gonflement artificiel du nombre de streams. Un logiciel relativement simple permet de générer 20 000 lectures par semaine. Le groupe de funk californien Vulfpeck appelle ses fans à faire jouer leurs morceaux en boucle depuis leur compte Spotify pour augmenter artificiellement le nombre d'écoutes et financer une tournée.

### Poids dans le trafic mondial
Selon le rapport The Global Internet Phenomena, publié par la société américaine Sandvine en 2018, le streaming pèse 58 % de la bande passante mondiale.

## Logiciels et formats de la lecture en flux
Les principaux formats utilisés actuellement sont :
- Advanced Streaming Format, conçu pour le logiciel Windows Media Player ;
- Adobe Flash, conçu pour Adobe Flash Player ; Pour des raisons de sécurité, et de popularité de plus en plus exécrable au fil du temps[25], en grande partie due à sa grande facilité de propagation de menaces et virus de toutes sortes, le protocole Flash est déjà rendu obsolète par Adobe, qui ne le maintient plus que par des mises à jour de sécurité jusqu'en 2020[26]. Son successeur, le HTML5[27], ne s'est pas encore imposé sur la toile - les habitudes de programmation, les descripteurs multimédia et d'accessibilité n'étant pas encore optimisés début 2012[28] - s'ajoute à cela une controverse concernant les verrous numériques DRM au sein même du code. Cela explique que Flash soit toujours en sursis, surtout du fait de sa grande popularité passée auprès des développeurs de sites Internet ;
- RealMedia, conçu pour le logiciel Real Player ;
- QuickTime, framework de transport de données conçu pour QuickTime Player et lu par plusieurs logiciels ;
- SHOUTcast, protocole créé initialement pour Winamp.

Les nouveaux formats émergent utilisant la technologie de streaming adaptatif sont :
- HTTP Live Streaming, conçu pour le lecteur Quicktime (à partir de la version X) et le iPhone OS (à partir de la version 3) ;
- MPEG-DASH, un format standardisé en 2012 par la norme ISO/IEC 23009.
- Microsoft Smooth Streaming, conçu pour le plugin Silverlight ;
- Adobe Dynamic Streaming, conçu pour Adobe Flash Player (à partir de la version 10) ;

D'autres solutions de lecture de flux en continu existent sur la base de plugins. Streamplug permet la lecture en continu audio, éventuellement par chiffrage et un modèle de sécurité basé sur Open Digital Rights Language (en).

## Aspects juridiques

### En France

#### Statut juridique du flux continu
Le flux continu fait aujourd’hui l’objet de débats quant à son statut juridique et à sa légalité, malgré le développement considérable qu’il connaît depuis quelques années ainsi que la progression de la consommation de musique en ligne sans téléchargement qu’il a engendrée.
En effet, le silence législatif concernant le sujet a mené à certaines tentatives jurisprudentielles pour clarifier le régime juridique applicable au flux continu, mais celui-ci pose toujours des problèmes relatifs au respect du droit d’auteur, notamment à travers le droit de représentation d’un auteur.
D’après l’article L.122-2 du Code de la Propriété Intellectuelle, « la représentation consiste dans la communication de l’œuvre au public par un procédé quelconque, et notamment : 1° Par récitation publique, exécution lyrique, représentation dramatique, présentation publique, projection publique et transmission dans un lieu public de l’œuvre télédiffusée ; 2° Par télédiffusion. La télédiffusion s’entend de la diffusion par tout procédé de télécommunication de sons, d’images, de documents, de données et de messages de toute nature. Est assimilée à une représentation l’émission d’une œuvre vers un satellite. »
Or, le flux continu peut être défini comme un procédé de représentation d’une œuvre via une télédiffusion par support numérique. Ainsi, pour être légal, il nécessite un accord préalable de l’auteur de l’œuvre pour sa diffusion, à travers le droit de représentation qui lui appartient.
Le flux continu se caractérise principalement par le fait que le fichier diffusé sur le site source n’est en principe pas stocké définitivement sur le disque dur de l’ordinateur du destinataire, mais seulement de façon temporaire dans la mémoire vive de son ordinateur. Par conséquent, le droit de reproduction doit être écarté des moyens de protection envisageables d’un auteur contre la mise en ligne de son œuvre sur un site de lecture directe. En effet, la reproduction temporaire dans la mémoire vive d’un ordinateur répond aux exceptions au droit de reproduction prévues par l’article L.122-5 du Code de Propriété Intellectuelle.[Interprétation personnelle ?]
D’après ce dernier, « Lorsque l’œuvre a été divulguée, l'auteur ne peut interdire :

(…) 6° La reproduction provisoire présentant un caractère transitoire ou accessoire, lorsqu'elle est une partie intégrante et essentielle d'un procédé technique et qu'elle a pour unique objet de permettre l'utilisation licite de l’œuvre ou sa transmission entre tiers par la voie d'un réseau faisant appel à un intermédiaire ; toutefois, cette reproduction provisoire qui ne peut porter que sur des œuvres autres que les logiciels et les bases de données ne doit pas avoir de valeur économique propre.

Toutefois, l’œuvre est reproduite sur le serveur du fournisseur de service et, à ce titre, une autorisation de l’auteur doit être obtenue. »

#### Sanctions de l’absence d’autorisation de l’auteur de l’œuvre diffusée sur le site source
Par conséquent, lorsque l’auteur ou ses ayants droit n’a pas donné l’autorisation de mettre en ligne son œuvre sur un site source, celui qui la diffuse, et qui donc l’héberge sur le site, se rend coupable de contrefaçon, punissable pénalement par l’article L.335-3 du Code de Propriété Intellectuelle. En effet, ce dernier dispose qu’« est également un délit de contrefaçon toute reproduction, représentation ou diffusion, par quelque moyen que ce soit, d'une œuvre de l'esprit en violation des droits de l'auteur, tels qu'ils sont définis et réglementés par la loi ».
En outre, il convient de noter que la mise en ligne d’un simple lien hypertexte diffusée en flux de façon non autorisée donc illégale et qui serait hébergée sur un site différent est également punissable pour le diffuseur comme de la complicité à la contrefaçon, prévue et sanctionnée à l’article 121-7 du Code pénal. En effet, selon ce dernier, « Est complice d'un crime ou d'un délit la personne qui sciemment, par aide ou assistance, en a facilité la préparation ou la consommation ».

#### Jurisprudence
La jurisprudence est actuellement assez floue en la matière, les lois concernées étant assez archaïques, elles ne pourraient que donner cours à des mesures de répression qui dénatureraient une grande partie des utilisateurs de lecture en continu. Le législateur n’intervenant pas de façon claire, il se montre toutefois de plus en plus contentieux et apparaît aujourd’hui en raison de l’absence d’autorisation de l’auteur ou de ses ayants droit pour la mise en ligne de son œuvre sur un site source (YouTube, Dailymotion, Megavideo, etc.). Le site internet « Chacal Stream », dont l’objet était de répertorier des liens permettant de regarder des vidéos a notamment été fermé et sanctionné pour ne pas avoir demandé l’accord préalable des auteurs et producteurs de films mis à la disposition du public grâce à son répertoire. Il en est de même pour Vidéotribe qui accuse d'une fermeture du site pour « contexte actuel de criminalisation du webmaster, des utilisateurs et même des visionneurs », si on en croit leurs mots. Aussi, le site Blogmusik qui proposait une écoute en ligne de musique de façon gratuite et illimitée, a été fermé par ses créateurs en 2007 sur pression de la SACEM en raison de l’absence d’autorisation de diffusion des œuvres musicales par leurs auteurs ou ayants droit.
Ses créateurs ont alors créé le site Deezer, premier site français de lecture seule permettant une écoute de musique en ligne via une inscription gratuite, à avoir négocié la diffusion légale par rémunération en proportion des recettes publicitaires avec les sociétés de gestion des droits d’auteur et maisons de disques. Enfin, le site américain de streaming légal de vidéos Hulu, tout comme le site de flux continu musical suédois Spotify, font aujourd’hui figures d’exemple par leur capacité à offrir un service gratuit et illimité au public grâce à un modèle de financement public par la publicité.

#### La fraude des fausses écoutes
Une étude du Centre national de la musique publiée en janvier 2023 montre que d'après les indications de trois plateformes de streaming musical (Spotify, Qobuz et Deezer), entre un milliard et trois milliards de « streams » en France « au moins » seraient faux en 2021, ce qui concerne entre 1 % et 3 % des écoutes en ligne (des fake streams). Des sociétés vendant en effet à des labels ou des artistes « des nombres d'écoutes gonflés par des robots ou personnes physiques, dans le but de générer un revenu, d’améliorer la performance d’un titre dans les palmarès et/ou d’orienter un système de recommandation (playlists, recherche) ».

#### Autorité
En 2022, l'ARCOM est créée en France. L'une des missions de cette autorité est de lutter contre le streaming illicite, notamment sportif.

### Union européenne
Dans l'union européenne, la notion de online audio and video streaming services et la notion de services de diffusion audio et vidéo en flux continu est notamment abordée dans les versions anglaise et française de la directive (UE) 2019/790 du 17 avril 2019 sur le droit d'auteur et les droits voisins dans le marché unique numérique,.

### Ailleurs dans le monde
Le streaming, comme toute application utilisant les infrastructures internet, est international : une requête lancée depuis un ordinateur ou un smartphone dans un pays peut s'exécuter sur un serveur dans un centre de données dans un autre pays (souvent les États-Unis). Les questions juridiques, déjà complexes à l'échelle d'un pays, notamment sur les aspects de propriété intellectuelle et de droit d'auteur, devraient donc être envisagées à l'échelle internationale, et tenir compte de l'état du droit sur la question dans d'autres pays que la France.

## Impact environnemental

### Streaming audio
Les émissions de gaz à effet de serre (GES) de la musique en ligne sont estimées entre 200 et 350 millions de kilogrammes par an aux États-Unis, selon une étude de 2019. Cela représente une hausse significative par rapport à l'ère pré-numérique, dont la consommation de plastique pour les supports d'enregistrement s'accompagnait d'émissions estimées aux alentours de 140 millions de kilogrammes en 1977 (ère du vinyle), 136 millions de kilogrammes en 1988 (ère de la cassette) et 157 millions en 2000 (ère du CD).
Ces émissions de GES liées au streaming musical peuvent être diminuées, par exemple en alimentant les centres de données par des énergies renouvelables, dans les pays dont l'électricité est fortement carbonée. Au niveau individuel, une solution consiste à télécharger la musique afin de l'écouter hors-ligne, ce qui réduit la nécessité d'une connexion constante. Le service de musique en ligne Spotify utilise à ce propos un système de cache qui permet de réduire le débit nécessaire au streaming de pistes audios lorsqu'elles sont écoutées plusieurs fois. Une autre solution est l'achat de CD physiques, qui s'avérerait plus écoresponsable s'ils sont lus plus de 27 fois.

### Streaming vidéo
Dans un rapport de juillet 2019, l’association The Shift Project estime l’impact du visionnage de vidéos à la demande à 300 millions de tonnes équivalent CO2 par an (MtCO₂éq/an), soit 1 % des émissions de dioxyde de carbone mondiales, dont 27  % seraient imputables aux vidéos pornographiques. La cause principale de ces émissions serait, selon le rapport, la consommation d’électricité des centres de données utilisés pour le stockage des vidéos, principalement produite à partir de combustibles fossiles. L’association juge en conséquence le modèle insoutenable dans le futur et défend une régulation par les États dans une logique de sobriété numérique. Au cours d’une interview, le rapporteur affirme par ailleurs que « regarder une émission de 30 minutes [sur Netflix] revient à émettre 1,6 kg de dioxyde de carbone, l’équivalent d’un trajet en voiture de 3,9 miles [6,28 km] », information par la suite diffusée par les médias.
Ces chiffres sont cependant contestés. En 2019, une étude menée par Chris Preist, de l’université de Bristol estime l’impact environnemental de la plateforme YouTube à 10 MtCO₂éq/an, soit six fois moins que celle issue du rapport du Shift Project,. En mars 2020, George Kamiya, analyste de l'International Energy Agency, relève des erreurs de conversion et de failles dans les hypothèses de modélisation retenues par le rapport. Sans prétendre calculer les émissions totales de gaz à effets de serre dues à la vidéo à la demande, il produit une estimation pour le visionnage de vidéos sur Netflix inférieure d’un facteur 90. L’une de ses critiques du rapport porte sur les modalités d’intégration au calcul des émissions liées aux infrastructures fixes et appareils électroniques.
The Shift Project reconnaît une erreur de calcul pour l’équivalence donnée entre visionnage de vidéos sur Netflix lors de l’interview, mais défend sa méthodologie et soutient en conséquence que les résultats du rapport sont inchangés. Ainsi, sur la question de la prise en compte des émissions liées aux infrastructures fixes, l’organisme écrit dans son rapport de 2020 Déployer la sobriété numérique qu’« inclure la partie fixe dans le comptage permet de comprendre comment se développent et pourquoi sont déployées nos infrastructures, en lien avec les usages qu’elles supportent et rendent possibles ». Cependant, il admet également que « réduire la quantité de données n’influe pas directement sur la consommation des réseaux de manière significative, parce que la partie fixe de la consommation est très importante ».